# Mysidopsis bahia
Il Mysidopsis bahia (sinonimo= Americamysis bahia) è un crostaceo di piccole dimensioni appartenente alla famiglia Mysidae. 
Viene utilizzato nei saggi di tossicità per la valutazione di effetti acuti e cronici.